# Drugi rząd Massima D’Alemy

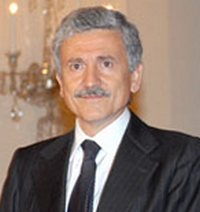
Massimo D’Alema

Drugi rząd Massima D’Alemy – rząd Republiki Włoskiej funkcjonujący od 22 grudnia 1999 do 25 kwietnia 2000.
Gabinet został ukonstytuowany po kolejnym kryzysie parlamentarnym w wielopartyjnej koalicji, który doprowadził do dymisji poprzedniego rządu tego premiera w związku z wycofaniem swojego poparcia przez Włoskich Demokratycznych Socjalistów (SDI). Ostatecznie Massimo D’Alema sformował ponownie Radę Ministrów, opartą głównie o ugrupowania tworzące Drzewo Oliwne, uzyskując wotum zaufania w Izbie Deputowanych i Senacie XIII kadencji.
W skład rządu (poza premierem) weszło 18 ministrów resortowych i 7 ministrów bez teki.
Najwięcej ministrów rekomendowały takie partie, jak Demokraci Lewicy (DS), Włoska Partia Ludowa (PPI), Demokraci (Dem.). Swoich przedstawicieli do rządu wprowadziły też Partia Komunistów Włoskich (PdCI), Popolari-UDEUR, Federacja Zielonych (Verdi) i Odnowienie Włoskie (RI).
Rząd ten funkcjonował zaledwie przez cztery miesiące, kiedy to doszło do ponownej rekonstrukcji w ramach dotychczasowej koalicji w związku z powrotem SDI do jej składu.

## Skład rządu
| funkcja                                             | minister            | partia      | okres urzędowania | okres urzędowania |
| funkcja                                             | minister            | partia      | od                | do                |
| --------------------------------------------------- | ------------------- | ----------- | ----------------- | ----------------- |
| premier                                             | Massimo D’Alema     | DS          | 22 grudnia 1999   | 25 kwietnia 2000  |
| minister spraw zagranicznych                        | Lamberto Dini       | RI          | 22 grudnia 1999   | 25 kwietnia 2000  |
| minister spraw wewnętrznych                         | Enzo Bianco         | Dem.        | 22 grudnia 1999   | 25 kwietnia 2000  |
| minister sprawiedliwości                            | Oliviero Diliberto  | PdCI        | 22 grudnia 1999   | 25 kwietnia 2000  |
| minister skarbu, budżetu i planowania gospodarczego | Giuliano Amato      | bezpartyjny | 22 grudnia 1999   | 25 kwietnia 2000  |
| minister finansów                                   | Vincenzo Visco      | DS          | 22 grudnia 1999   | 25 kwietnia 2000  |
| minister obrony                                     | Sergio Mattarella   | PPI         | 22 grudnia 1999   | 25 kwietnia 2000  |
| minister edukacji                                   | Luigi Berlinguer    | DS          | 22 grudnia 1999   | 25 kwietnia 2000  |
| minister robót publicznych                          | Willer Bordon       | Dem.        | 22 grudnia 1999   | 25 kwietnia 2000  |
| minister polityki rolnej i leśnej                   | Paolo De Castro     | Dem.        | 22 grudnia 1999   | 25 kwietnia 2000  |
| minister transportu                                 | Pier Luigi Bersani  | DS          | 22 grudnia 1999   | 25 kwietnia 2000  |
| minister łączności                                  | Salvatore Cardinale | UDEUR       | 22 grudnia 1999   | 25 kwietnia 2000  |
| minister przemysłu i handlu                         | Enrico Letta        | PPI         | 22 grudnia 1999   | 25 kwietnia 2000  |
| minister pracy i ochrony socjalnej                  | Cesare Salvi        | DS          | 22 grudnia 1999   | 25 kwietnia 2000  |
| minister handlu zagranicznego                       | Piero Fassino       | DS          | 22 grudnia 1999   | 25 kwietnia 2000  |
| minister zdrowia                                    | Rosy Bindi          | PPI         | 22 grudnia 1999   | 25 kwietnia 2000  |
| minister kultury                                    | Giovanna Melandri   | DS          | 22 grudnia 1999   | 25 kwietnia 2000  |
| minister środowiska                                 | Edo Ronchi          | Verdi       | 22 grudnia 1999   | 25 kwietnia 2000  |
| minister szkolnictwa wyższego, nauki i technologii  | Ortensio Zecchino   | PPI         | 22 grudnia 1999   | 25 kwietnia 2000  |
| minister ds. stosunków regionalnych                 | Katia Bellillo      | PdCI        | 22 grudnia 1999   | 25 kwietnia 2000  |
| minister ds. administracji publicznej               | Franco Bassanini    | DS          | 22 grudnia 1999   | 25 kwietnia 2000  |
| minister ds. równouprawnienia                       | Laura Balbo         | Verdi       | 22 grudnia 1999   | 25 kwietnia 2000  |
| minister ds. polityki wspólnotowej                  | Patrizia Toia       | PPI         | 22 grudnia 1999   | 25 kwietnia 2000  |
| minister ds. kontaktów z parlamentem                | Agazio Loiero       | UDEUR       | 22 grudnia 1999   | 25 kwietnia 2000  |
| minister ds. reform instytucjonalnych               | Antonio Maccanico   | Dem.        | 22 grudnia 1999   | 25 kwietnia 2000  |
| minister ds. solidarności społecznej                | Livia Turco         | DS          | 22 grudnia 1999   | 25 kwietnia 2000  |